# Besseria nuditibia
Besseria nuditibia är en tvåvingeart som beskrevs av Kugler 1977. Besseria nuditibia ingår i släktet Besseria och familjen parasitflugor. Inga underarter finns listade i Catalogue of Life.